# جبل برومو
جبل برومو (بالإندونيسية: Gunung Bromo) هو بركان نشط وجزء من كتلة صخرية، في جاوة الشرقية بإندونيسيا. يبلغ ارتفاعه 2,329 متر (7,641 قدم) ورغم أنه ليس أعلى قمة في الكتلة الصخرية إلا أنه الأكثر شهرة، حيت تعد منطقة المسيف واحدة من مناطق الجذب السياحي الأكثر زيارة في جاوة الشرقية، في إندونيسيا.
يعد اسم برومو مشتقا من اللغة الجاوية لبراهما الخالق في العقيدة الهندوسية. ينتمي البركان إلى منتزه برومو تنغر سيميرو الوطني.
منذ عام 1919 يقع جبل برومو في محمية طبيعية وسط سهل يسمى «بحر الرمال». والطريقة المعتادة لزيارة جبل برومو هي من قرية جبلية قريبة من سيمورو لاوانج، حيت يمكن المشي إلى البركان في حوالي 45 دقيقة، ولكن من الممكن أيضًا القيام بجولة منظمة بسيارة جيب، والتي تشمل التوقف عند نقطة المشاهدة على جبل بنانجكان (2,770 متر أو 9088 قدم)، كما يمكن الوصول إلى تلك النقطة سيرا على الأقدام في حوالي ساعتين.
اعتمادًا على درجة النشاط البركاني، أصدر المركز الإندونيسي لعلم البراكين والحد من مخاطر الكوارث في بعض الأحيان تحذيرات ضد زيارة جبل برومو

## نشاط البركان

### انفجار 2004
اندلع جبل برومو في عام 2004. وقد أدت هذه الحادثة البركانية إلى مقتل شخصين بعد أن أصيبا بصخور منتاترة إبان الانفجار.

### انفجار 2010
في يوم الثلاثاء 23 نوفمبر 2010، أكد المركز الإندونيسي لعلم البراكين والخطر الجيولوجي (CVGHM)، أن جبل برومو «في حالة تأهب» بسبب نشاط الزلزال البركانية الضحلة والمتزايدة في الجبل. وأثيرت مخاوف من احتمال حدوث ثوران بركاني. وكإجراء احترازي، طُلب من السكان المحليين والسائحين أن يظلوا على مقربة من منطقة تقع داخل دائرة نصف قطرها ثلاثة كيلومترات من كالديرا ونصبت مخيمات للاجئين. ظلت المنطقة المحيطة بـ Teggera caldera of Bromo خارج الحدود للزوار خلال الفترة المتبقية من عام 2010.
في يوم الجمعة 26 نوفمبر 2010 بدأت بركان برومو في نثر رماده البركاني.
في 29 نوفمبر 2010 أعلن بامبانغ إرفان، المتحدث باسم وزارة النقل، أنه سيتم إغلاق مطار مالانغ المحلي حتى 4 ديسمبر 2010. ومالانغ هي مدينة يبلغ عدد سكانها حوالي 800,000 نسمة على بعد حوالي 25 كم (16 ميل) غرب الجبل الركاني. يتولى مطار عبد الرحمن صالح عادة 10 رحلات داخلية يومية من العاصمة جاكرتا. أفاد عالم البراكين الحكومي سورونو أن البركان كان يبصق أعمدة من الرماد على بعد 700 متر (2,300 قدم) في السماء.